# Рачак (Штимље)
Рачак (алб. Reçak) је насеље у општини Штимље на Косову и Метохији. Атар насеља се налази на територији катастарске општине Рачак површине 443 ha. Насеље је важило за упориште ОВК. У лето 1998, због непрестаних борби између ОВК и југословенских снага безбедности, већина становништва већ је била напустила село. У време Случаја Рачак (15. јануар 1999), у селу је било само око 400 житеља .
Село Рачак се налази на излазу из клисуре Црнољеве, у близини Штимља. У писаним документима село се помиње 1343. и 1345. године, у повељама српског краља и цара Стефан Душан.
По турском дефтеру из 1487. године, у селу је постојао манастир Св. Врачи. Изнад села су остаци темеља цркве из 14. века, за коју тамошњи житељи мисле да је била посвећена Св. Врачима. Црквиште је заштићено законом као значајан споменик српске културе.

## Демографија
Насеље има албанску етничку већину.
Број становника на пописима:
- попис становништва 1948. године: 613
- попис становништва 1953. године: 675
- попис становништва 1961. године: 865
- попис становништва 1971. године: 1092
- попис становништва 1981. године: 1464
- попис становништва 1991. године: 1766